# Eyguières
Eyguières [ɛɡjɛʁ] ist eine französische Gemeinde mit 6915 Einwohnern (Stand 1. Januar 2022) im Département Bouches-du-Rhône und in der Region Provence-Alpes-Côte d’Azur. Sie gehört zum Arrondissement Aix-en-Provence und zum Kanton Salon-de-Provence-1.

## Geographie
Die Gemeinde liegt an der Bergkette der Alpilles und ist Bestandteil des Regionalen Naturparks Alpilles.

## Geschichte
Eyguières war spätestens ab dem 15. Jahrhundert Lehen der Familie Sade. 1830 wurde die ehemals selbständige Gemeinde Roquemartine nach Eyguières eingegliedert.

### Bevölkerungsentwicklung
| Jahr                       | 1962 | 1968 | 1975 | 1982 | 1990 | 1999 | 2009 | 2017 |
| Einwohner                  | 2450 | 2742 | 3284 | 4171 | 4481 | 5392 | 6424 | 7008 |
| Quellen: Cassini und INSEE |      |      |      |      |      |      |      |      |

## Wappen
Wappenbeschreibung: In Blau  drei (2:1) weiße Kannen mit nach außen gekehrten Henkeln.

## Bauwerke
- Tour des Opies
- Ruinen der gallo-römischen Villa Saint-Pierre de Vence
- Kapelle Saint-Vérédème aus dem 11. Jahrhundert
- Kirche Notre-Dame-de-Grâce aus dem 18. Jahrhundert
- Fassade des Hotel Garcin
- Dépôt archéologique
- Kastell Roquemartine
- Aerodrom von 1936

## Persönlichkeiten
- Antoine Maurice der Ältere (1677–1756), französisch-schweizerischer evangelischer Geistlicher und Hochschullehrer
- Jules Roche (1861–1954), Gründer der École supérieure d’aéronautique et de construction mécanique.
- Jean-Baptiste Roche (1854–1881), sein Bruder, Teilnehmer an zwei Expeditionen nach Algerien, wo er am 16. Februar 1881 von Tuareg getötet wurde.
- Jeannine Baude (* 1946), Schriftstellerin
- Georges Moustaki (1934–2013), Sänger und Dichter